# Biserica de lemn Schimbarea La Față din Vânători-Neamț

Biserica de lemn cu hramul Schimbarea la Faţă de la schitul Sihla, 2008

Biserica de lemn Schimbarea La Față din Vânători-Neamț, județul Neamț, a fost construită, după tradiție, din lemnul unui singur brad, de către Ioniță Aga Cantacuzino Pașcanu, în anul 1763. Biserica se află pe noua listă a monumentelor istorice sub codul LMI:  NT-II-a-B-10584.02.

## Istoric și trăsături
Bisericuța de lemn de brad este ridicată foarte aproape de peștera unde s-a nevoit o mare pustnică, rămasă în memoria locurilor sub numele de Cuv. Teodora, fiica lui Joldea Armașul din Vânătorii Neamțului.
Edificiul, de mici dimensiuni, este sub formă de nava, nu prezintă abside laterale sau turn. Îmbinările grinzilor formează console în trepte descrescătoare. Biserica este acoperită cu un strat de scânduri poziționate vertical, vopsite într-o nuanță de verde.

## Imagini

Vedere laterală
Vedere laterală
Fereastră
Console
Vedere aeriană
Partea superioarǎ a iconostasului
Uşile împărăteşti
Vedere din naosul bisericii mici de la Sihla